# Plaque de plâtre
Pour les articles homonymes, voir Plâtre (homonymie).
 (février 2019).
Si vous disposez d'ouvrages ou d'articles de référence ou si vous connaissez des sites web de qualité traitant du thème abordé ici, merci de compléter l'article en donnant les références utiles à sa vérifiabilité et en les liant à la section « Notes et références ».

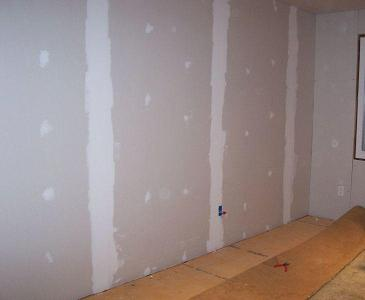
Plaques de plâtre disposées verticalement.

Une plaque de plâtre (également appelée cloison sèche au Québec) est un produit de construction industrialisé couramment utilisé pour la finition des murs et des plafonds intérieurs. Elle est constituée de plâtre moulé entre deux couches de carton.
Par antonomase, les plaques de plâtre sont couramment désignées sous les noms de marques déposées comme « placoplatre » ou « placo » en France, ou « gyproc » au Québec et en Belgique. En France, on parle également très couramment de BA13, qui désigne le modèle le plus courant.
Cette technique a abouti à la création d'une profession spécifique dans le bâtiment : les plaquistes.

## Historique
Si l’utilisation du plâtre dans la construction n’est pas nouvelle, c'est en 1894 aux États-Unis qu'est inventé le concept de la plaque de plâtre (plasterboard).
La technique de la plaque de plâtre a été apportée en France à la sortie de la Seconde Guerre mondiale par la société Placoplatre (filiale du groupe Saint-Gobain), créée à cette fin par les sociétés Plâtres Lambert, SAMC, Plâtrières de Grozon et Garandeau, au moment de la reconstruction, des industriels partis aux États-Unis pour trouver des moyens rapides et économiques de rebâtir la France.
En 1947 la première fabrication commence à Vaujours en Seine-Saint-Denis.
D'autres sociétés fabriquent des plaques de plâtre, notamment Siniat (United Kingdom) (d) (nouveau nom des filières plâtres du cimentier Lafarge vendues en 2012 au groupe industriel belge Etex), Knauf…

## Appellations
Usuellement, les plaques de plâtre portent différents noms selon les pays.
En France elles sont souvent nommées "Placo" par abus de langage, d'après le précurseur Placoplatre dont le nom est une marque déposée.
En Belgique, au Québec et au Nouveau-Brunswick, on les nomme plaques de "Gyproc" (marque déposée). Pour cette raison, l'Office québécois de la langue française préconise le terme « cloison sèche » qui désigne les cloisons qui sont posées sans liant.

## Fabrication

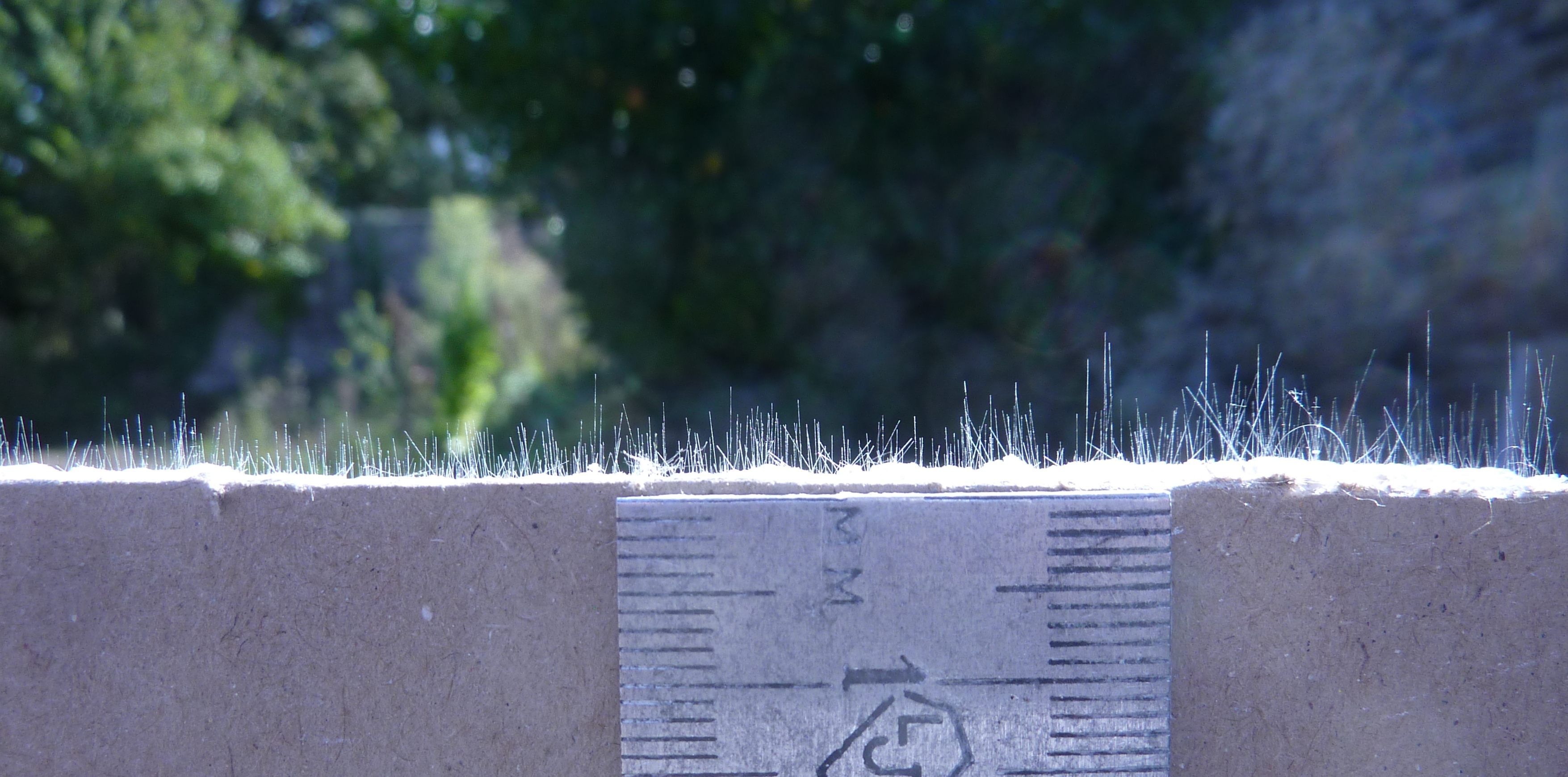
Fibres de verre renforçant une plaque BA13.

En usine, le plâtre gâché avec des adjuvants est enfermé entre deux feuilles de carton, composant ainsi des éléments de faible épaisseur, qui conservent malgré tout des propriétés mécaniques intéressantes. Le plâtre de certaines plaques comporte des fibres qui le renforcent (fibres de verre, de cellulose ou de bois) (image ci-contre).

## Qualité
Une petite quantité de radon peut dégazer du plâtre mis en oeuvre et certaines plaques de mauvaise qualité (contenant du soufre) peuvent produire du H2S toxique. Par exemple, aux États-Unis, les propriétaires de maison contenant des plaques de plâtre « toxiques » importées de Chine ont été victimes d'émanations de sulfure d’hydrogène (en quantité jusqu'à cent fois supérieure à la normale). Ces propriétaires devront désosser leurs maisons à la demande du département du Logement aux États-Unis. Plus de 3 000 propriétaires identifiés comme subissant ce problème, et ne pouvant vendre leur maison, bénéficieront s'ils le souhaitent d'un délai supplémentaire pour honorer leur crédit immobilier.

## Utilisation
Elles se posent par vissage sur des rails ou des montants en bois, sur des montants métalliques spécifiques, semelle résiliente et profil en U PVC ou par collage direct en plots sur les supports maçonnés au moyen d'un mortier adhésif (souvent nommé MAP).

## Spécifications françaises
En France, les plaques utilisées doivent répondre aux spécifications de la norme NF EN 520 (2009) qui prévoit quatre qualités de plaques :
- type A (anciennement Standard) ;
- type I (anciennement Haute Dureté) ;
- spécial feu (PPF) ;
- type H1 (hydrofugée)(PPM).

Elles sont constituées d'une âme en plâtre recouverte sur chaque face par une feuille de carton lisse, servant à la fois d'armature et de parement et dont les bords longs sont :
- soit amincis BA (bords longitudinaux amincis), afin de permettre la dissimulation des joints, au moyen d'une bande noyée dans un enduit ;
- soit arrondis SB (sans bande), le joint étant bourré, en général en deux passes, au moyen d'un enduit spécifique, ou au contraire laissé tel quel, sans aucun traitement, l'arrondi affirmant le joint étant un motif de décoration ;
- soit coupés BC, emploi et mise en œuvre identiques aux bords arrondis ;
- soit droits BD.

Les dimensions commerciales sont :
- épaisseurs en mm : 6 ; 9,5 ; 12,5 ; 15 ; 18 ; 20 ; 23 et 25.
- largeurs en cm : 40 ; 60 ; 90 ; 120 et 125.
- longueurs en cm : 200 ; 240 ; 250 ; 260 ; 280 ; 300 ; 320 ; 360 et 421.

Le modèle le plus courant est le BA13, d'une épaisseur de 12,5 mm en plaques de 120 par 250 cm.

## Aspects environnementaux
Les plaques de plâtre présentent de nombreux avantages environnementaux[réf. nécessaire], mais avec quelques inconvénients :
- Les colles peuvent contenir et relarguer des formaldéhydes.
- Certaines plaques sont traitées avec des adjuvants hydrophobes pour les rendre plus étanches à l'eau.
- Les plaques produites avec du plâtre industriel peuvent relarguer du radon.
- Des envols de poussière désagréables à respirer se produisent lors du sciage des plaques.
- La biodégradation de la combinaison du gypse et du carton, contenus dans les plaques de plâtre, lors de la démolition, génère dans les sites d'enfouissement du H2S, un gaz toxique, corrosif et malodorant[4],[5].